# حسن‌آباد (قائنات)
حسن‌آباد روستایی در دهستان سده بخش سده شهرستان قائنات استان خراسان جنوبی ایران است. بر پایه سرشماری عمومی نفوس و مسکن در سال ۱۳۹۰ جمعیت این روستا ۷۶ نفر (در ۲۹ خانوار) بوده‌است.